# Aloa-he
Singles de Mireille Mathieu
Paris vor hundert Jahren
(1976) Der Wein war aus Bordeaux
(1976)
Aloa-he est une chanson allemande de la chanteuse française Mireille Mathieu sortie en 1976 en Allemagne chez Ariola. La chanson provient de la culture hawaïenne et se trouve sur l'album allemand de la chanteuse, Rendezvous mit Mireille. La face B, Abschied von Dir, se trouve sur l'album suivant de la chanteuse sorti en Allemagne, Herzlichst Mireille.